# Жоламан Тленшиули
Жоламан Тленшиули (каз. Жоламан Тіленшіұлы), відомий за російськими джерелами також як Жоламан Тленшиєв (Тлєнчієв) та Юламан Тлянчієв (роки народження і смерті невідомі) — казахський батир, бій і старшина казахського роду Табин Молодшого жузу. Тархан. Ватажок антиколоніального повстання казахів в 1822—1825 роках.

## Біографічні відомості
Жоламан-батир — уродженець роду Табин Жетиру Молодшого жузу. Дата і місце народження Жоламана Тленшиули невідомі. Відомо, втім, що він був онуком відомого батира Бокенбая. Жоламан мав десять синів і трьох братів — Ідиги Тлянчина (помер до 1822 року), Ісана Амана, Ажибайя, які були йому надійною підтримкою. Він був багатим бієм — мав 500—800 коней, близько 2 тисяч баранів, 50 верблюдів.
У 1820-х роках, в умовах колоніального завоювання Росією Казахстану відбулася низка масових антиурядових повстань казахів Молодшого жузу. Поширення виступів, їх територіальне охоплення прямо залежали від просування степом військових сил колонізаторів. Залучення в боротьбу казахських родів відбувалося також в залежності від земельних захоплень росіян. У боротьбу батира Сирима включилися роди Байбакти, Табин, Тама, Шекти, Серкеш, Таз.
Одне з найперших і найзначніших російських земельних захоплень земель Молодшого жузу відбулося в районі притоки Яїку Ілек. Ця територія, багата пасовищами, річками і соляними копальнями, здавна вважалася традиційним кочовищем казахів роду Табин. Створення Оренбурзькою адміністрацією у 1819 році Ново-Ілецької оборонної лінії викликало протест у Молодшому жузі. Бій Табинського роду батир Жоламан Тленшиули очолив боротьбу казахів проти колонізаторів. Для придушення повстання Росія послала регулярні війська.
В середині 1830-х років загони Жоламан-батира приєдналися до загонів хана Кенесари Касимули та продовжили спільну боротьбу. З відходом загонів Кенесари на південь, загони Жоламана Тленшиули стали розпадатися. У 1840-х роках Жоламан-батир відкочував у Бухару. Подальша його доля невідома.